# Dobieszów (Głubczyce)
Dobieszów  (deutsch Dobersdorf, tschechisch Dobešovy) ist ein Ort in der Stadt- und Landgemeinde Głubczyce im Powiat Głubczycki der Woiwodschaft Opole in Polen. 

## Geographie
Das Waldhufendorf Dobieszów liegt 13 Kilometer südwestlich von Głubczyce (Leobschütz) und 78 Kilometer südwestlich von Opole (Oppeln) in der Schlesischen Tiefebene. 250 Meter östlich von Dobieszów fließt der Bach Ciekliec. Westlich des Dorfes erstrecken sich weitläufige Waldgebiete. Ebenfalls westlich erhebt sich der Tannenberg (polnisch Jedlak). Ein Kilometer nördlich des Dorfes verläuft die Landesgrenze zu Tschechien. 
Nachbarorte von Dobieszów sind im Südwesten Mokre (Mocker), im Nordosten Równe (Roben) und im Nordwesten Pielgrzymów (Pilgersdorf pr.)

## Geschichte

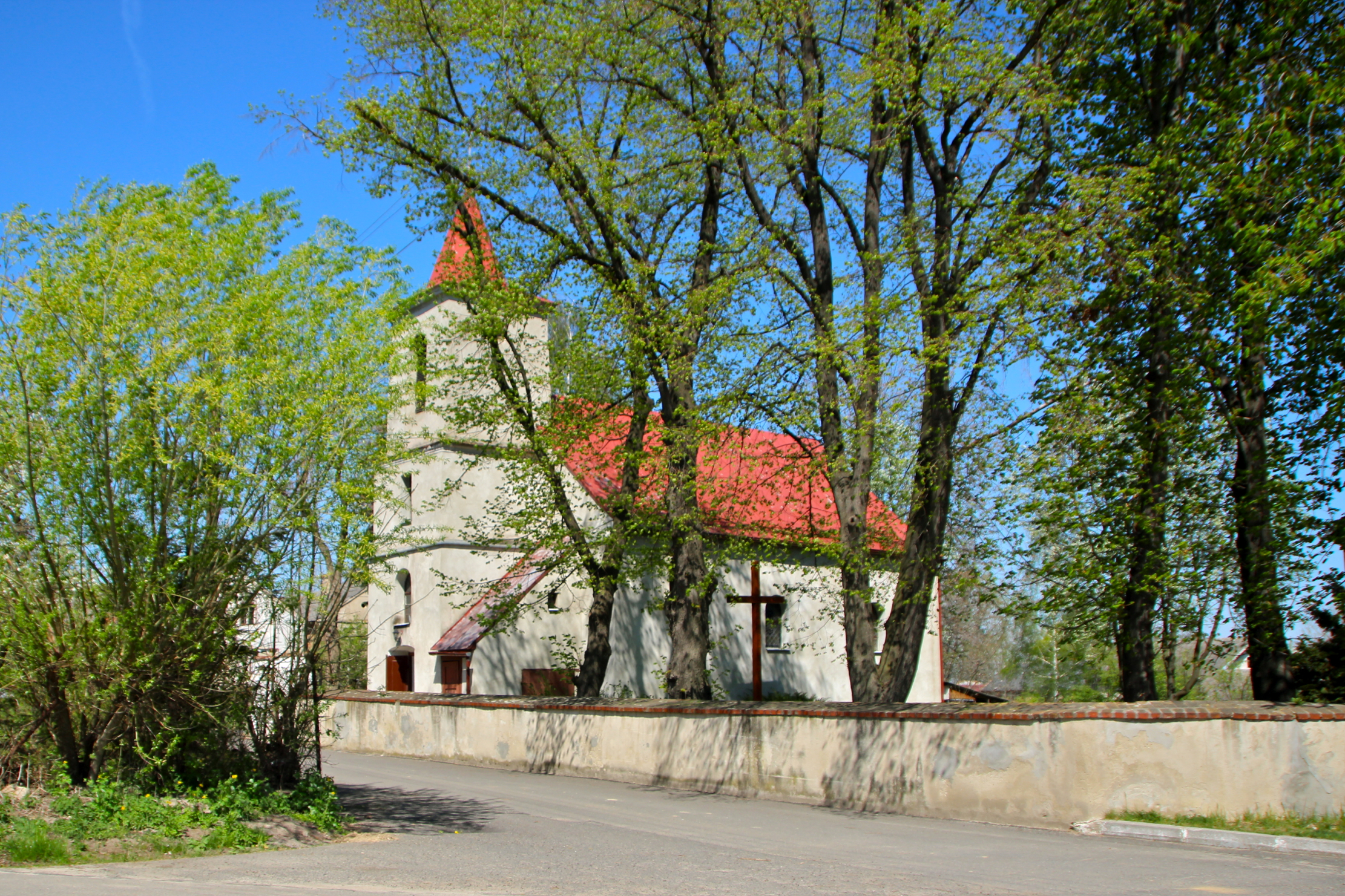
Mariä-Empfängnis-Kirche

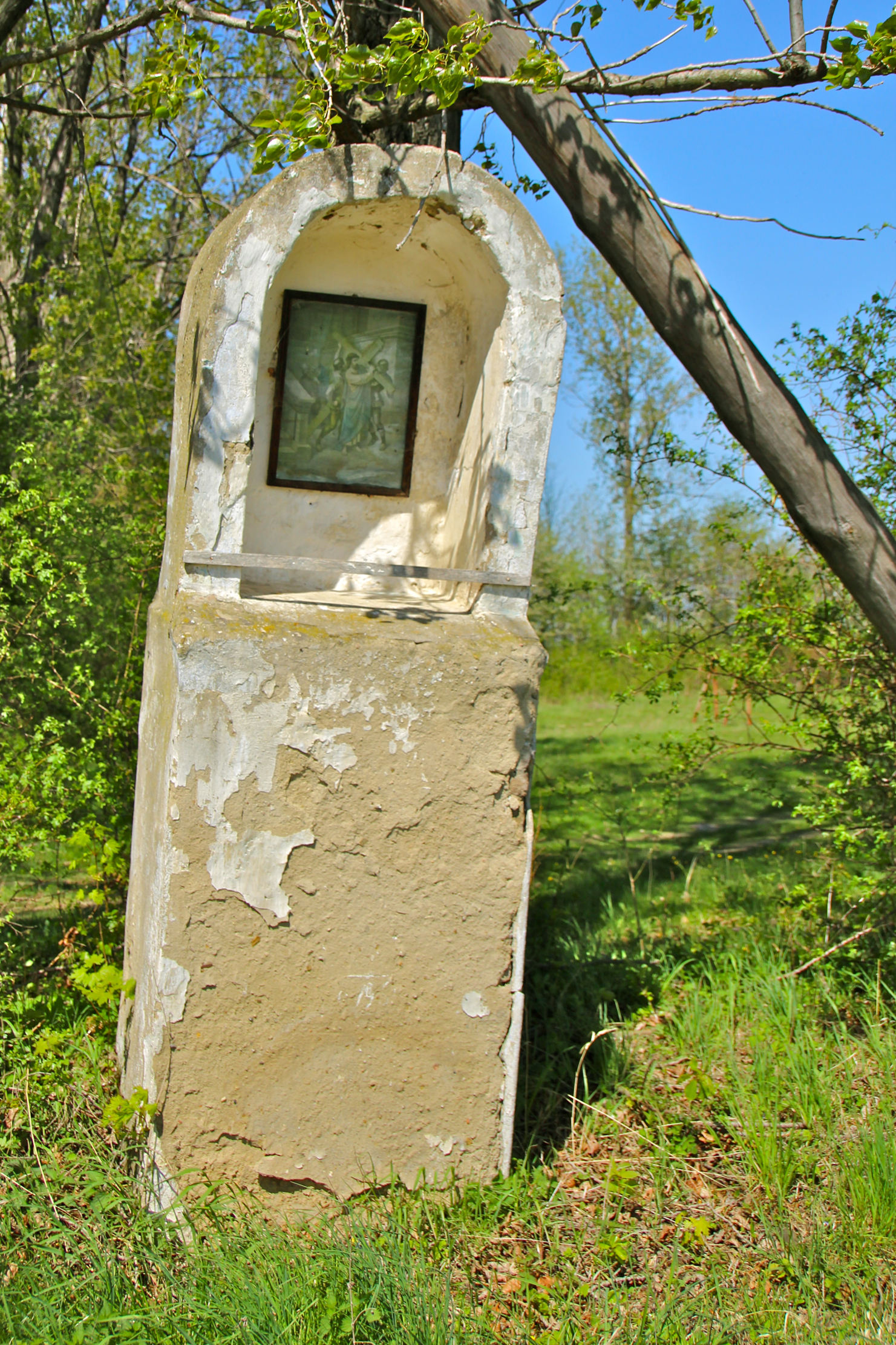
Wegekapelle

Der Ort wurde 1285 erstmals als Dobischindorf erwähnt. Der Ortsname leitet sich vom Personennamen Dobesz ab, das Dorf des Dobesz. 1420 erfolgte eine Erwähnung als Dobeschaw sowie 1532 als Dobeschowitze. Seit dem 16. Jahrhundert bestand im Ort ein Bethaus.
Das Bethaus im Ort wurde 1740 zu einer Kirche umgebaut und erweitert. Nach dem Ersten Schlesischen Krieg 1742 fiel Dobersdorf mit dem größten Teil Schlesiens an Preußen.
Nach der Neuorganisation der Provinz Schlesien gehörte die Landgemeinde Dobersdorf ab 1816 zum Landkreis Leobschütz im Regierungsbezirk Oppeln. 1817 wurde im Ort eine katholische Schule eingerichtet. 1845 bestanden im Dorf ein Schloss, ein Vorwerk, eine katholische Schule, eine Brauerei, eine Windmühle, ein Rossmarkt, eine Wassermühle und 69 Häuser. Im gleichen Jahr lebten in Dobersdorf 390 Menschen, davon 9 evangelisch. 1861 zählte Dobersdorf 15 Bauern, 20 Gärtner- und 9 Häuslerstellen. 1874 wurde der Amtsbezirk Dobersdorf gegründet, welcher die Landgemeinden Dobersdorf und Mocker und den Gutsbezirk Dobersdorf umfasste.
Bei der Volksabstimmung in Oberschlesien am 20. März 1921 stimmten in Dobersdorf 303 Personen für einen Verbleib bei Deutschland und 0 für Polen. Dobersdorf verblieb wie der gesamte Stimmkreis Leobschütz beim Deutschen Reich. 1933 zählte der Ort 286 Einwohner, 1939 wiederum 281. Bis 1945 gehörte der Ort zum Landkreis Leobschütz. Das Schloss Dobersdorf wurde im März 1945 leicht beschädtig, jedoch in den 1970er Jahren abgetragen.
1945 kam der bisher deutsche Ort unter polnische Verwaltung, wurde in Dobieszów umbenannt und der Woiwodschaft Schlesien angeschlossen. 1950 wurde Dobieszów der Woiwodschaft Oppeln zugeteilt. 1999 wurde der Ort Teil des wiedergegründeten Powiat Głubczycki. 

## Sehenswürdigkeiten
- Die römisch-katholische Mariä-Empfängnis-Kirche (poln. Kościół Niepokalanego Poczęcia NMP) wurde 1740 erbaut. Bereits seit dem 16. Jahrhundert bestand im Ort ein Bethaus. 1899 wurde der Glockenturm erbaut. Die Ausstattung stammt größtenteils aus dem 18. Jahrhundert.[9] Der Kirchenbau steht seit 1966 unter Denkmalschutz.[10]
- Grabplatte der Familie Schmidt, welche das Schloß erbauten.
- 2 steinerne Wegekapellen sowie ein Schrein.
- Steinernes Wegekreuze des Ehepaar Krömer an Weg nach Troplowitz.
- Steinernes Gedenkkreuz der Hedwig Siegmund.
- Circa 20 deutsche Gräber im Südteil des Friedhofs.